# 20399 Майклессер
20399 Майклессер (20399 Michaelesser) — астероїд головного поясу, відкритий 20 липня 1998 року.
Тіссеранів параметр щодо Юпітера — 3,189.